# Kanyakumari (plaats)
Kanyakumari (Tamil: கன்னியாகுமரி), sinds 2016 officieel Kanniyakumari en voorheen Kaap Comorin genoemd, is een plaats in het gelijknamige district Kanyakumari in de Indiase staat Tamil Nadu. Volgens de laatste volkstelling van 2001 had de plaats 19.678 inwoners. De plaats is het zuidelijkste punt van het Indiase vasteland. Bij de kaap vloeien drie zeeën tezamen, de Arabische Zee, de Golf van Mannar en de Indische Oceaan.

## Oorsprong van Kanyakumari
De naam Kanyakumari betekent maagdelijk meisje (Kanya=maagd, kumari=meisje). Zij is een Godin. Zij wordt vereerd sinds Vedische tijden. In de Narayana Upanishad (deel van de Taittrya Arayanka) van Yajur Veda wordt zij vermeld. Er is een tempel gewijd aan haar. Deze tempel is drieduizend jaar oud en staat op de zuidelijke kust van het plaatsje.

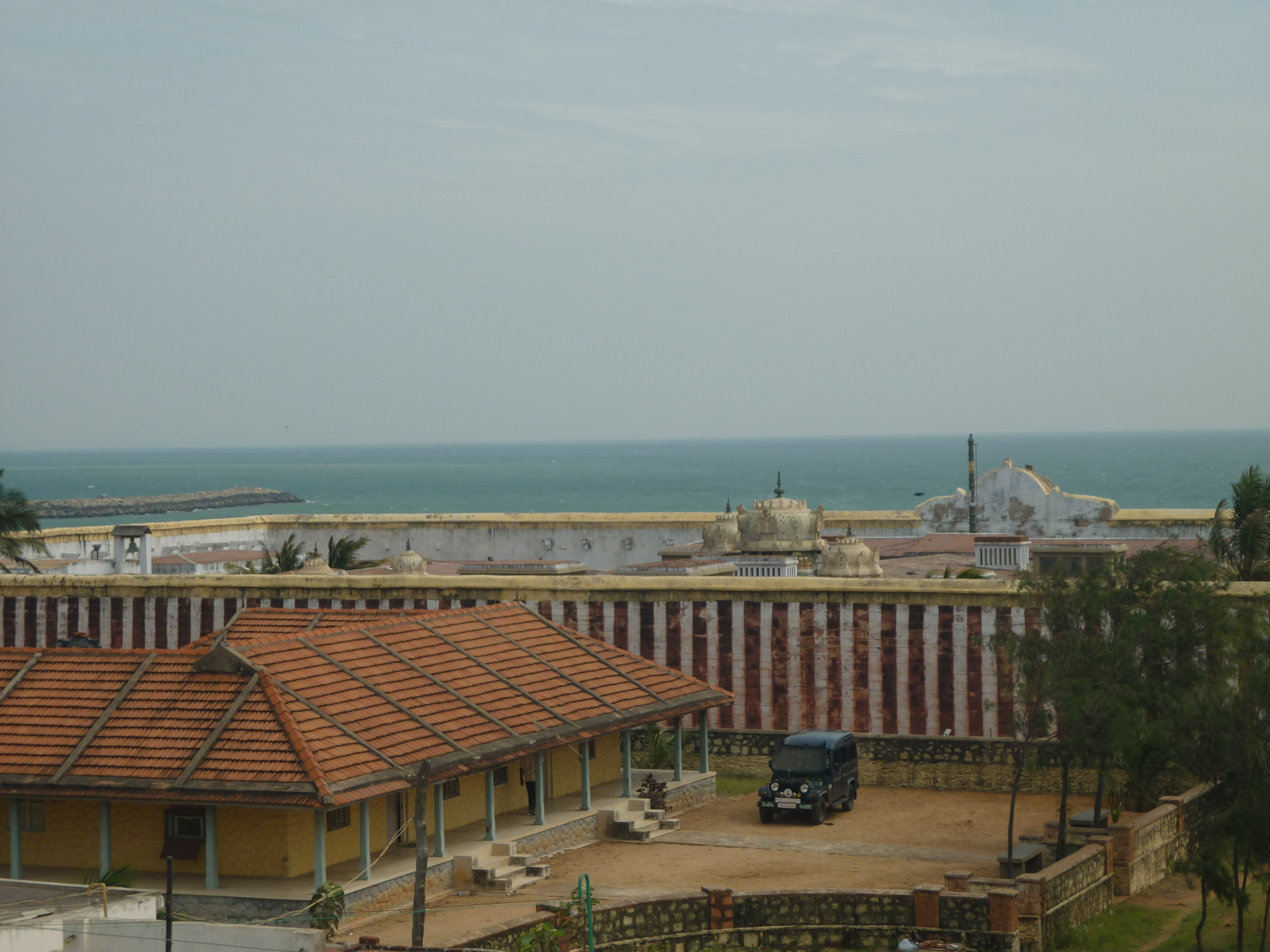
Kanyakumari-tempel achter de gestreepte muur

Volgens de Vedische geschriften, waren ooit de Asura's (demonen) sterker dan de Deva's (goden) en er was ongerechtigheid in de wereld. Banasura was de ergste demon. Beschermd door een zegen dat hij alleen zou kunnen worden gedood door een jonge maagd, begon Banasura ravage aan te richten onder de mensen en de Deva's. Moeder Aarde kon de lijdensweg van haar kinderen niet langer verdragen en zocht de hulp bij de God Vishnu, de beschermer van het heelal. Vishnu adviseerde om de hulp van de Goddelijke Moeder in te roepen. Alleen zij zou in staat zijn om Banasura te overwinnen.
De Deva's deden een Vedisch vuur-offergave voor de Goddelijke Moeder en de Goddelijke Moeder verscheen uit het vuur in de vorm van een klein meisje, Kanyakumari. Zij beloofde om het kwaad van Banasura te vernietigen. Ze reisde naar het meest zuidelijke puntje van India, waar ze begon te mediteren om de zegening van de God Shiva, de God van oneindige stilte, te verkrijgen. Naarmate de tijd verstreek werd ze een tiener.
Shiva, onder de indruk van de langdurige devote meditatie van Kanyakumari, verscheen aan haar en werd direct verliefd op haar. (Deze vorm van de God Shiva wordt vereerd in Suchindram, een stad 15 km verwijderd van Kanyakumari.)  Hij wilde met haar trouwen. Kanyakumari stemde in met zijn huwelijksvoorstel.
De goddelijke wijze Narada hoort hiervan en hij realiseert zich dat het huwelijk van de God Shiva met de Godin Kanyakumari het vernietigen van de demon Banasura in de weg zal staan.  Banasura kon immers niet worden gedood door een getrouwde vrouw. Narada besloot om de bruiloft te saboteren.
Het huwelijk zou plaatsvinden om middernacht op een specifiek gunstige dag. Op de vroege avond, begon Shiva zijn reis van Suchindram naar Kanyakumari. Toen hij in de stad Vazhukkamparai [5 km van Suchindarm] aankwam, nam Narada de vorm van een haan aan en begon te kraaien alsof de ochtend al aanbrak. Denkende dat hij het afgesproken uur van middernacht, het gunstige tijdstip van zijn huwelijk, gemist had, keerde Shiva verdrietig terug naar Suchindram.
Kanyakumari, wanhopig dat Shiva niet kwam opdagen, gooide al haar sieraden en voedsel dat was voorbereid voor de bruiloft in de rondte. Het veranderde in het multi-gekleurde zand en schelpen van verschillende vorm en kleur die je vandaag ten dag ziet langs de kusten van Kanyakumari .
Ook Banasura hoorde over de schoonheid van Kanyakumari. Hij zag haar en wilde met haar trouwen. Ze weigerde hem. Hij trok zijn zwaard, maar Kanyakumari was ook gewapend. Een vond felle strijd plaats, en Kanyakumari doodde Banasura met haar chakra (goddelijke discus) die in Mahadana Puram (4 km ten noorden van Kanyakumari) terechtkwam.
Op het moment van zijn dood had Banasura berouw had voor zijn wandaden en de Goddelijke Moeder had mededogen met hem en vergaf hem zijn zonden. Dit is waarom de aanbidders van de Goddelijke Moeder uit alle hoeken van India en van de wereld naar Kanyakumari komen om te baden in de heilige samenvloeiing van de drie zeeën. De Goddelijke Moeder zal dan hun zonden vergeven.
Ondanks haar gebroken hart, bleef Kanyakumari toegewijd aan Lord Shiva en gaat verder met haar diepe meditatie, opdat hij op een dag zich zal verenigen met haar.
Kanyakumari wordt afgebeeld met een rozenkrans. Volgens de tempel Sthala Purana, werd het beeld van haar geïnstalleerd door Lord Parasurama, een incarnatie van de God Vishnu. Een specialiteit van het beeld is haar diamanten neusring, die glorieus fonkelt. Een oud tempelverhaal zegt dat de diamanten neusring het licht van de zon zo helder weerkaatste dat zeemannen het aanzagen voor een vuurtoren. Zij zeilden hun schepen naar het baken en leden dan schipbreuk op de rotsen voor de kust van Kanyakumari. Met het oog op het voorkomen van dergelijke tragedies, wordt de oostelijke deur naar heiligdom van de tempel Sanctorum traditioneel alleen geopend op vijf speciale gelegenheden in het jaar.

## Toerisme en bedevaart

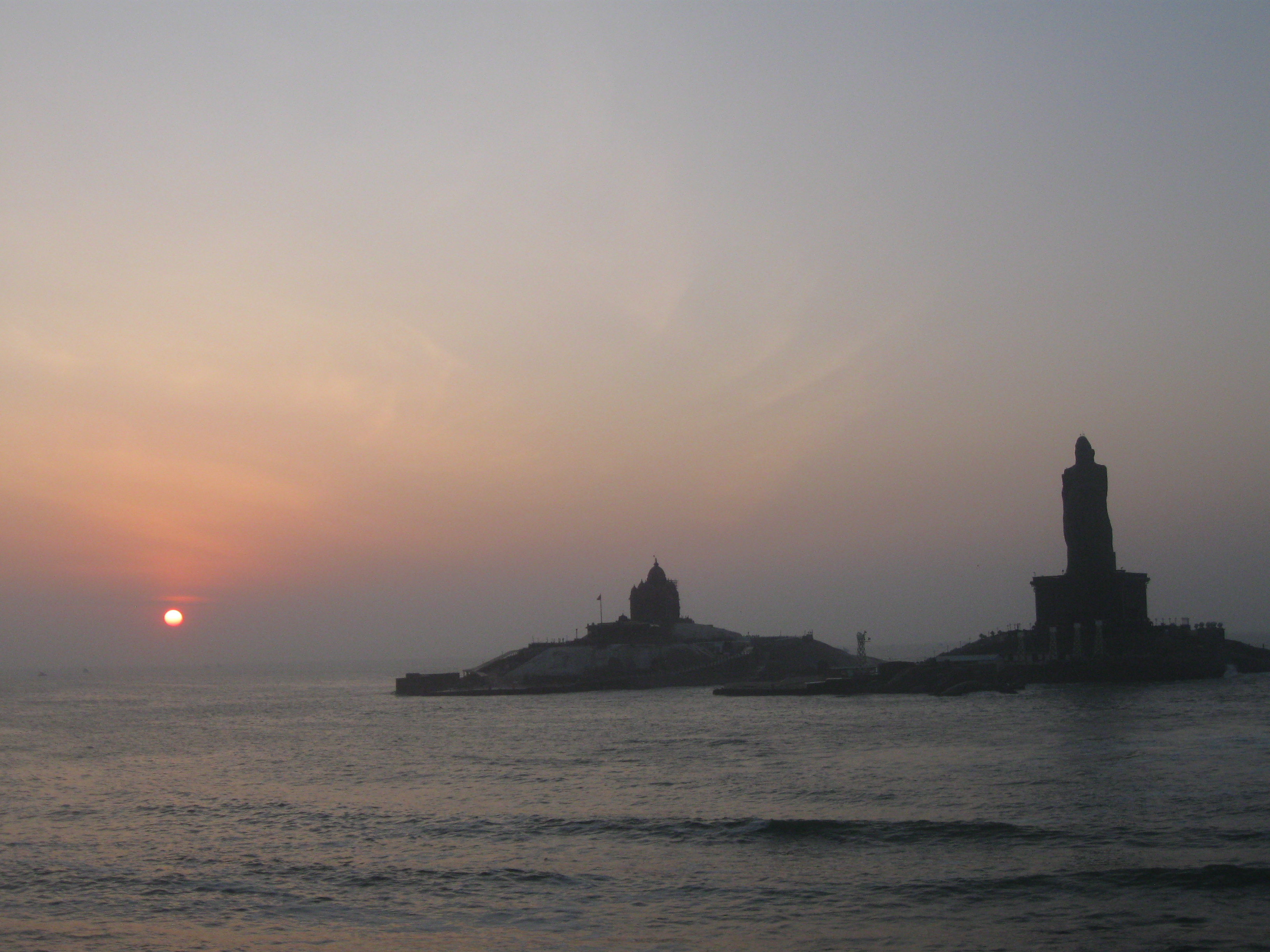
Zonsopgang in Kanyakumari bij de twee rotseilanden

De plaats is een druk bezochte bedevaart- en toeristenbestemming. Daar de zon zowel opkomt als ondergaat boven de zee zijn zowel zonsopgang en zonsondergang zeer spectaculair. Ook komen toeristen voor het Standbeeld van Thiruvalluvar, het monument voor Vivekananda en de voetafdruk in de rotsbodem van de Godin Kanyakumari. Deze liggen alle drie op twee kleine rotseilanden voor de kust.

## Bereikbaarheid

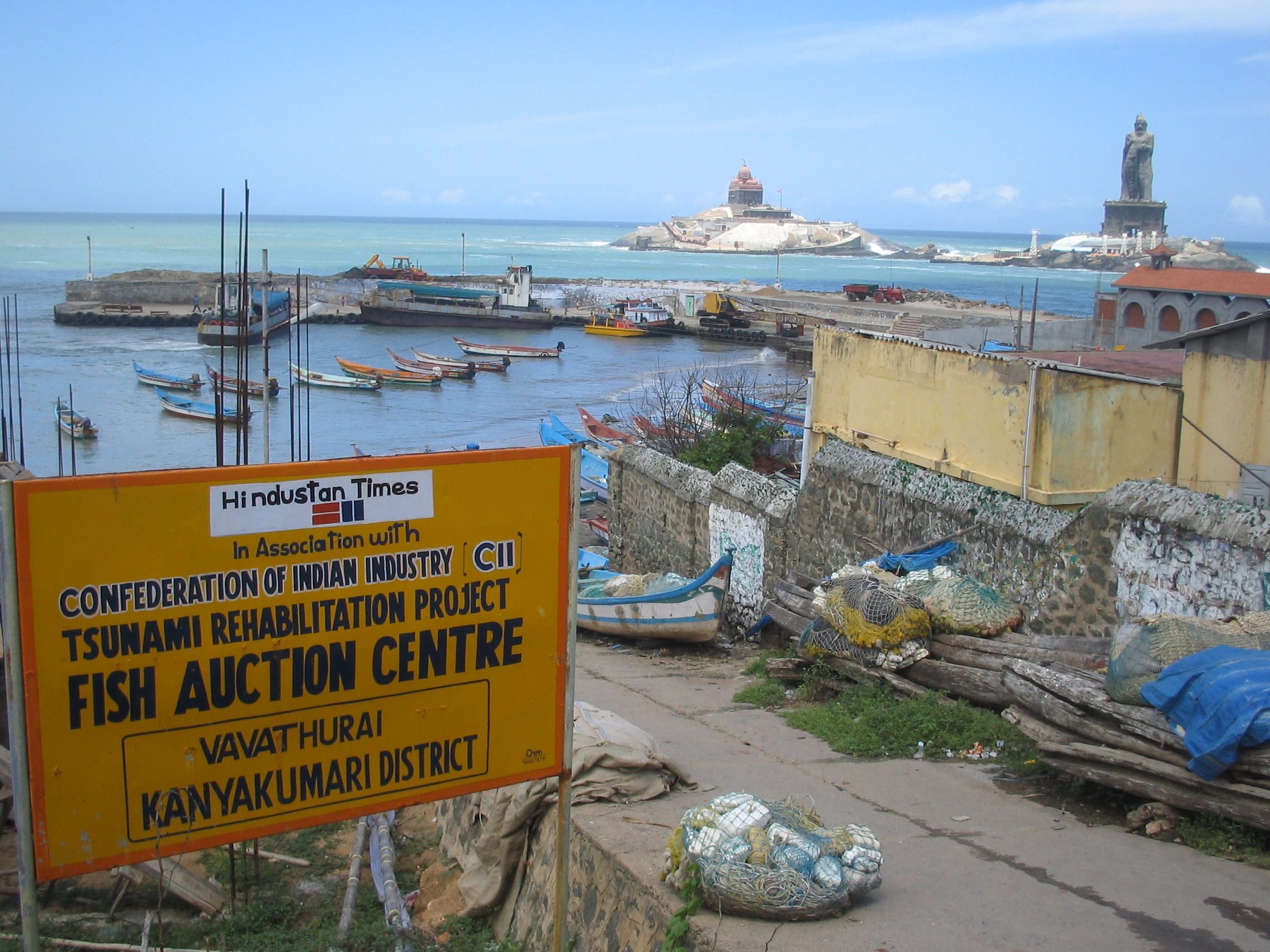
Kanyakumari werd getroffen door de Tsunami van 26 december 2004. Dit is de haven met een bord dat "Tsunami Rehabilitation Project" aangeeft.

De dichtstbijzijnde steden zijn de districtshoofdstad Nagerecoil op zo'n 15 km en Trivandrum, de hoofdstad van de staat Kerala, op zo'n 80 km. Kanyakumari heeft tevens een eindstation van de Indian Railways.